# Karl-Heinz Exner
Karl-Heinz Exner (* 3. Januar 1920 in Herne; † 22. März 1999 in Lüdinghausen) war ein deutscher Politiker (CDU).

## Leben und Beruf
Nach dem Besuch der Volksschule war Exner von 1934 bis 1937 als angelernter Arbeiter in einer Maschinenfabrik tätig. 1937 ließ er sich bei der Wehrmacht verpflichten. Von 1939 bis 1945 nahm er als Soldat am Zweiten Weltkrieg teil.
Exner wurde von 1947 bis 1955 als angelernter Arbeiter in einem Ofenwerk beschäftigt und war dort vier Jahre Mitglied des Betriebsrates. Er war von 1955 bis 1961 Arbeitersekretär der Evangelischen Arbeiterbewegung und zeitweise Sozialsekretär der Christlichen Gewerkschaft. Seit 1962 arbeitete er als Sozialsekretär bei der Evangelischen Kirche in Westfalen.

## Partei
Exner schloss sich 1950 der CDU an und war seit 1961 Mitglied im Hauptvorstand der Christlich-Demokratischen Arbeitnehmerschaft (CDA).

## Abgeordneter
Exner war von 1961 bis 1964 Kreistagsmitglied des Kreises Beckum. Dem Deutschen Bundestag gehörte er vom 30. November 1964, als er für den verstorbenen Abgeordneten Johannes Even nachrückte, bis 1969 an. Er war in beiden Wahlperioden über die Landesliste der CDU Nordrhein-Westfalen ins Parlament eingezogen.